# 縄文真脇温泉
縄文真脇温泉（じょうもんまわきおんせん）は、石川県鳳珠郡能登町にある温泉。

## 温泉街
- 真脇遺跡公園の中に温泉浴場施設「縄文真脇温泉浴場」と、宿泊施設「真脇ポーレポーレ」が隣接している。

## 泉質
- ナトリウム－塩化物強塩泉（アルカリ性高張性高温泉）

塩分が非常に強いため、室内の浴槽では加水希釈を伴って使用している。

## 歴史
1990年（平成2年）開湯。温泉施設は1993年（平成5年）オープン。

## 交通アクセス
航空機
- 能登空港に降りた場合は、ふるさとタクシー（低料金の乗合タクシー・要予約）で縄文真脇温泉へ。空港からは約45分。

バス
- 金沢駅西口から北鉄奥能登バス珠洲宇出津特急線で縄文真脇温泉口バス停下車。

鉄道およびバス
- 金沢駅からJR七尾線で七尾駅（または和倉温泉駅）。七尾駅（または和倉温泉駅）でのと鉄道七尾線に乗り継ぎ、終点の穴水駅下車。穴水駅前から北鉄奥能登バスの路線バスで縄文真脇温泉口バス停下車[1]。

車
- 金沢方面からは、能登有料道路で穴水ICを経て能越自動車道のと里山空港IC下車。珠洲道路を珠洲方面へ向かい、上町IC下車。石川県道6号宇出津町野線を経て、宇出津から石川県道35号能都内浦線で約15分。金沢から約2時間45分。